# DFL-Ligapokal 2005
La DFL-Ligapokal 2005 (per ragioni di sponsorizzazione Premiere-Ligapokal 2005, nota in italiano anche come Coppa di Lega tedesca 2005) è stata la decima edizione della Coppa di Lega tedesca, la prima organizzata dalla DFL.
Si è svolta nel luglio e agosto 2005 ed è stata vinta dallo Schalke 04, che ha battuto in finale lo Stoccarda per 1-0.

## Partecipanti
| Squadra          | Città             | Motivo qualificazione                                                    |
| ---------------- | ----------------- | ------------------------------------------------------------------------ |
| Bayern Monaco    | Monaco di Baviera | Vincitore della Bundesliga 2004-2005 e della Coppa di Germania 2004-2005 |
| Schalke 04       | Gelsenkirchen     | 2º nella Bundesliga 2004-2005                                            |
| Werder Brema     | Brema             | 3º nella Bundesliga 2004-2005                                            |
| Hertha Berlino   | Berlino           | 4º nella Bundesliga 2004-2005                                            |
| Stoccarda        | Stoccarda         | 5º nella Bundesliga 2004-2005                                            |
| Bayer Leverkusen | Leverkusen        | 6º nella Bundesliga 2004-2005                                            |

## Tabellone
| Turno preliminare | Turno preliminare |  |  | Semifinali    | Semifinali |  |  | Finale     | Finale |
|                   |                   |  |  |               |            |  |  |            |        |
|                   |                   |  |  | Bayern Monaco | 1          |  |  |            |        |
| Hertha Berlino    | 0 (3)             |  |  | Stoccarda     | 2          |  |  |            |        |
| Stoccarda (dcr)   | 0 (4)             |  |  |               |            |  |  | Stoccarda  | 0      |
|                   |                   |  |  |               |            |  |  | Schalke 04 | 1      |
|                   |                   |  |  | Schalke 04    | 2          |  |  |            |        |
| Werder Brema      | 1                 |  |  | Werder Brema  | 1          |  |  |            |        |
| Bayer Leverkusen  | 0                 |  |  |               |            |  |  |            |        |

## Turno preliminare
| Arbitro: | Gräfe |

|                                        |                      |                                          |
| Marcelinho Marx Salihović Kovač Chahed | Tiri di rigore 3 – 4 | Hinkel Heldt Soldo Hitzlsperger Tomasson |

| Arbitro: | Stark |

|             |           |  |
| Klasnić 19’ | Marcatori |  |

## Semifinali
| Arbitro: | Kinhöfer |

|            |           |                              |
| Makaay 19’ | Marcatori | 22’ Hitzlsperger 90’ Stranzl |

| Arbitro: | Fleischer |

|                         |           |            |
| Bajramović 34’ Sand 71’ | Marcatori | 90’ Valdez |

## Finale
| Arbitro: | Wagner |

|  |           |             |
|  | Marcatori | 10’ Kurányi |

| Stoccarda | Schalke 04 |

### Formazioni
| Stoccarda:          |    |                     |             |     |
|                     |    |                     |             |     |
| P                   | 1  | Timo Hildebrand     |             |     |
| D                   | 2  | Andreas Hinkel      |             |     |
| D                   | 6  | Fernando Meira      | Ammonizione |     |
| D                   | 4  | Boris Živković      |             | 46’ |
| D                   | 17 | Matthieu Delpierre  |             |     |
| C                   | 7  | Silvio Meißner      | Ammonizione |     |
| C                   | 20 | Zvonimir Soldo      |             |     |
| C                   | 11 | Thomas Hitzlsperger | Ammonizione |     |
| C                   | 22 | Jesper Grønkjær     |             | 64’ |
| A                   | 18 | Cacau               | Ammonizione |     |
| A                   | 33 | Mario Gómez         |             | 46’ |
| Sostituzioni:       |    |                     |             |     |
| D                   | 21 | Ludovic Magnin      |             | 46’ |
| A                   | 10 | Jon Dahl Tomasson   |             | 46’ |
| A                   | 9  | Marco Streller      |             | 64’ |
| Allenatore:         |    |                     |             |     |
| Giovanni Trapattoni |    |                     |             |     |

| Schalke 04:   |    |                   |             |     |
|               |    |                   |             |     |
| P             | 1  | Frank Rost        |             |     |
| D             | 6  | Hamit Altıntop    |             |     |
| D             | 5  | Marcelo Bordon    |             |     |
| D             | 20 | Mladen Krstajić   |             |     |
| D             | 3  | Levan Kobiashvili |             |     |
| C             | 8  | Fabian Ernst      | Ammonizione |     |
| C             | 2  | Christian Poulsen |             |     |
| C             | 25 | Zlatan Bajramović |             |     |
| C             | 10 | Lincoln           | 90+2’       |     |
| A             | 11 | Ebbe Sand         |             | 62’ |
| A             | 22 | Kevin Kurányi     | 66’         |     |
| Sostituzioni: |    |                   |             |     |
| A             | 14 | Gerald Asamoah    |             | 62’ |
| Allenatore:   |    |                   |             |     |
| Ralf Rangnick |    |                   |             |     |

## Classifica marcatori
| Pos. | Giocatore           | Squadra       | Gol |
| ---- | ------------------- | ------------- | --- |
| 1    | Zlatan Bajramović   | Schalke 04    | 1   |
| 1    | Thomas Hitzlsperger | Stoccarda     | 1   |
| 1    | Ivan Klasnić        | Werder Brema  | 1   |
| 1    | Kevin Kurányi       | Schalke 04    | 1   |
| 1    | Roy Makaay          | Bayern Monaco | 1   |
| 1    | Ebbe Sand           | Schalke 04    | 1   |
| 1    | Martin Stranzl      | Stoccarda     | 1   |
| 1    | Nelson Haedo Valdez | Werder Brema  | 1   |